# Shinsuke Nakamura
Nakamura Shinsuke (中邑 真輔 sinh ngày 24 tháng 2 năm 1980) là một đô vật chuyên nghiệp người Nhật và là cựu võ sĩ tổng hợp. Anh hiện đang ký hợp đồng với WWE, biểu diễn trên thương hiệu SmackDown. Trước khi ra mắt dàn sao chính, Nakamura làm việc cho thương hiệu NXT của WWE, nơi anh là một trong hai đô vật duy nhất (cùng với Samoa Joe) từng giữ đai NXT Championship nhiều hơn một lần. Vào tháng 1 năm 2018, Nakamura thắng trận Royal Rumble nam 2018, và sau đó là hai lần WWE United States Championship. Anh giành đai Intercontinental Champion lần đầu tiên vào năm 2019 tại Extreme Rules, khiến anh là đô vật thứ hai (sau Chris Jericho) vô địch cả hai đai WWE và IWGP Intercontinental Championship.
Nakamura còn được biết đến trong thời gian làm việc với New Japan Pro Wrestling (NJPW), nơi anh từng ba lần IWGP Heavyweight Championship, với lần đầu tiên giữ đai ở tuổi 23 và 9 tháng; thành tựu khác của anh với công ty này bao gồm vô địch G1 Climax 2011, và Cup New Japan 2014, lập kỷ lục năm lần và giữ đai IWGP Intercontinental Champion lâu nhất, và vô địch IWGP Third Belt Championship và NHF Heavyweight Championship cuối cùng. Anh cũng là cựu thành viên thành lập và lãnh đạo nguyên bản của nhóm Chaos.

## Đầu đời
Shinsuke Nakamura sinh ra tại Mineyama, Kyoto vào ngày 24 tháng 2 năm 1980. Khi còn nhỏ, anh là fan hâm mộ thần tượng của đô vật Jushin Thunder Ligher.

## Chiêu thi đấu
- Kinshasa.
- Middle Rope Kinshasa.
- Landslide.
- Spinning Wheel Kick.
- Flying Cross Armbreaker.

## Biệt danh
- "King" Nakamura ("Vua" Nakamura) (Sau khi đánh bại Baron Corbin tại trận "Battle For The Crown")
- "The King Of Strong Styles" (Ông vua phong cách mạnh)
- "The Artist"